# Cantone di Dourdan
Il Cantone di Dourdan è una divisione amministrativa dell'arrondissement di Étampes e dell'arrondissement di Palaiseau.
A seguito della riforma approvata con decreto del 24 febbraio 2014, che ha avuto attuazione dopo le elezioni dipartimentali del 2015, è passato da 11 a 28 comuni.

## Composizione
Gli 11 comuni facenti parte prima della riforma del 2014 erano:
- Authon-la-Plaine
- Chatignonville
- Corbreuse
- Dourdan
- La Forêt-le-Roi
- Les Granges-le-Roi
- Mérobert
- Plessis-Saint-Benoist
- Richarville
- Roinville
- Saint-Escobille

Dal 2015 i comuni appartenenti al cantone sono i seguenti 28:
- Angervilliers
- Breuillet
- Breux-Jouy
- Briis-sous-Forges
- Chamarande
- Chauffour-lès-Étréchy
- Corbreuse
- Courson-Monteloup
- Dourdan
- Étréchy
- Fontenay-lès-Briis
- La Forêt-le-Roi
- Forges-les-Bains
- Les Granges-le-Roi
- Janvry
- Limours
- Mauchamps
- Richarville
- Roinville
- Saint-Chéron
- Saint-Cyr-sous-Dourdan
- Saint-Maurice-Montcouronne
- Saint-Sulpice-de-Favières
- Sermaise
- Souzy-la-Briche
- Le Val-Saint-Germain
- Vaugrigneuse
- Villeconin